# نیکلودئون
نیکلودئون (به انگلیسی: Nickelodeon) (که به اختصار نیک نیز خوانده می‌شود و در سال‌های ۱۹۷۷ تا ۱۹۷۹ پین‌ویل خوانده می‌شد) شبکهٔ تلویزیونی آمریکایی و یکی از شبکه‌های ام‌تی‌وی است. این شبکه میان سال‌های ۱۹۹۰ تا ۲۰۰۰ در سرزمین‌های دیگری از جمله اروپا، خاورمیانه، روسیه و آسیا گسترش یافت.
سیما ضرغامی از سال ۲۰۰۶ تا سال ۲۰۱۸ رئیس این شبکه بود و اکنون برایان رابینز رئیس این شبکه است. مخاطب این شبکه معمولاً کودکان ۶ تا ۱۶ ساله و نوجوانان ۱۶ تا آخر است. از معروف‌ترین آثار این شرکت می‌توان به لاکپشت‌های‌نینجا و باب‌اسفنجی و گربه‌سگ اشاره کرد.

## تاریخچه

### پین‌ویل (۱۹۷۷–۱۹۷۹)
نیکلودین در سال ۱ دسامبر ۱۹۷۷ با نام پین‌ویل فعالیت خود را آغاز کرد و شش ساعت در روز برنامه داشت. سرانجام در ۱ آوریل ۱۹۷۹ این شبکه کار خود را با نام نیکلودین ادامه داد.

### بازسازی با نام نیکلودین (۱۹۷۹–۱۹۹۰)
نیکلودین در ۱ آوریل ۱۹۷۹ با نام نیکلودین برنامه‌های خود را از سر گرفت. در سال ۱۹۸۰ این شبکه برنامه‌های جذابی از جمله خانهٔ درختی داستی، پیک ویژه و اونا به چی فکر می‌کنن؟ را پخش می‌کرد. همچنین در همان سال برنامهٔ معروف ویدئوهای کمدی را پخش می‌کرد. از ۱۲ آوریل ۱۹۸۱ برنامه‌های این شبکه بلندتر شد و از ساعت ۸ صبح تا ۹ شب ادامه یافت

### موفقیت‌های دههٔ نود تاکنون (۱۹۹۰-اکنون)
در سال ۱۹۹۰ این شبکه «استودیوی نیکلودین» را راه‌اندازی کرد. در ماه ژوئن سال ۱۹۹۳ نیز مجلهٔ نیکلودین را منتشر کرد. در طول این سال‌های این شبکه نسخه‌هایی برای کشورهای دیگر نیز ایجاد می‌کرد. در سال اکتبر ۱۹۹۵ وبگاه این شبکه، Nick.com راه‌اندازی شد.

## باب اسفنجی شلوار مکعبی: گردش بزرگ
باب اسفنجی شلوار مکعبی: گردش بزرگ نخستین مجموعه بلند سری باب اسفنجی و استراحت بود که در ۱۰ بخش و ۵۰ قسمت از این شبکه پخش شد و تحسین منتقدان را برانگیخت. (کارگردان این مجموعه می‌گوید هنگام فیلمبرداری بخش ۱۰ در نیویورک پول زیادی را خرج برف مصنوعی در پارک مرکزی کرد ولی یک روز بعد در نیویورک برف سنگینی بارید!). پخش دنباله این مجموعه در قالب بخش ۱۰ به علاوه یک تأیید شده است.